# Atoka megye
Atoka megye az Amerikai Egyesült Államokban, azon belül Oklahoma államban található. Megyeszékhelye és legnagyobb városa Atoka. Lakosainak száma 14 143 fő (2010. július 1.). Atoka megye Pittsburg, Pushmataha, Choctaw, Bryan, Johnston és Coal megyékkel határos.

## Népesség
A megye népességének változása:
| Lakosok száma | 14 143 | 14 133 | 14 023 | 13 898 | 13 793 |
|               | 2010   | 2011   | 2012   | 2013   | 2015   |